# Karl Friedrich Müller (Sprachwissenschaftler)
Karl Friedrich Müller (* 25. Februar 1902 in Neustadt im Schwarzwald; † 10. Dezember 1983 in Freiburg im Breisgau) war ein deutscher Sprachwissenschaftler, Dialektforscher und Lehrer.

## Leben
Müller wuchs als Sohn eines Beamten in Karlsruhe, Emmendingen und Freiburg im Breisgau auf. Ab 1920 studierte er an der Universität Freiburg Geschichte sowie deutsche und französische Philologie. Im Jahre 1921 trat er dem Freiburger Wingolf bei. 1925 schloss er sein Studium mit einer geschichtswissenschaftlichen Dissertation mit dem Titel Geschichte der Getreidehandelspolitik, des Bäcker- und Müllergewerbes der Stadt Freiburg i. Br. im 14., 15. und 16. Jahrhundert ab.
Nach dem Staatsexamen arbeitete Müller von 1927 bis in die 1960er Jahre als Lehrer an verschiedenen badischen und elsässischen Schulen, unterbrochen von einem Jahr, als er am Zweiten Weltkrieg teilnahm, und einer kurzen Zeit nach dem Krieg (1946 bis 1948), als er als freiwilliger Mitarbeiter am Badischen Wörterbuch mitarbeitete. Schon als Student hatte er Material für das Badische Wörterbuch eingesandt und später auch als Lehrer an seinem Schulort gesammelt.
Im Jahre 1961 wurde Karl Friedrich Müller als Nachfolger von Ernst Ochs Leiter des Badischen Wörterbuches und damit Akademischer Oberrat. Er verfasste vom zweiten Band die Lieferungen 28-32. (Stichwörter „Heidengeschäft“ bis „Holderweg“).
Schwerpunkt seiner Sprach- und Dialektforschung waren Namen, Flurnamen und Dialektliteratur.
Nach seiner Pensionierung im Jahre 1968 blieb er in Freiburg wohnhaft. Er starb am 10. Dezember 1983 in Freiburg, an dem Tag, als er in ein Altenheim umgezogen war. Er ist auf dem Freiburger Hauptfriedhof beerdigt worden.

## Schriften

### Autor
- Geschichte der Getreidehandelspolitik, des Bäcker- und Müllergewerbes der Stadt Freiburg i. Br. im 14., 15. und 16. Jahrhundert. Hochschulschrift Freiburg i. B., Phil. Diss., 1926 (Auch als: Beihefte z. Zeitschrift der Gesellschaft für Beförderung der Geschichts-, Altertums- und Volkskunde von Freiburg, dem Breisgau und den angrenzenden Landschaften, Heft 2)
- Badisches Wörterbuch. Band II: F/V, G, H, 806 S., bearb. von E. Ochs, K. F. Müller und Gerhard W. Baur, erschienen 1942–1974.
- Die Breisgauer Kinzigen. Schauenburg, Lahr 1951 (Oberrheinische Studien 1)
- Zur Breisgauer Metzgersprache. In: Beiträge zur Sprachwissenschaft und Volkskunde. Festschrift für Ernst Ochs zum 60. Geburtstag. Hrsg. V. Karl Friedrich Müller. Mit 74 Abb. im Text u. auf Taf. Schauenburg, Lahr 1951
- Ernst-Ochs-Bibliographie. In: Beiträge zur Sprachwissenschaft und Volkskunde. Festschrift für Ernst Ochs zum 60. Geburtstag. Hrsg. V. Karl Friedrich Müller. Mit 74 Abb. im Text u. auf Taf. Schauenburg, Lahr 1951
- Anleitung zur Bearbeitung der Gemarkungsnamen. Schauenburg, Lahr 1952
- Badisches Wörterbuch. In: Zeitschrift für Mundartforschung 32 (1965), S. 118f.
- Feldmaße als Flurnamen. In: Zeitschrift für die Geschichte des Oberrheins 114 = N.F. 75 (1966), S. 393–398
- Die Schwarzwälder Gummen und andere namenkundliche Aufsätze. Schauenburg, Lahr 1975 (Oberrheinische Studien 2)
- Hartmann von Aue und die Herzöge von Zähringen. Schauenburg, Lahr 1974 (Oberrheinische Studien 3)
- Schwarzwälder Bergbaunamen. Schauenburg, Lahr 1976 (Oberrheinische Studien 4)
- Beiträge zur Geschichte der Stadt Ettenheim und des Kardinals Louis-René-Éduard Prince de Rohan-Guémené. Schauenburg, Lahr 1977 (Oberrheinische Studien 7)

### Herausgeber
- Beiträge zur Sprachwissenschaft und Volkskunde. Festschrift für Ernst Ochs zum 60. Geburtstag. Hrsg. V. Karl Friedrich Müller. Mit 74 Abb. im Text u. auf Taf. Schauenburg, Lahr 1951
- Oberrheinische Studien. Hrsg. von Karl Friedrich Müller. Schauenburg, Lahr 1951 ff.
- Silberdistel-Reihe. Hrsg. v. Prof. Dr. Karl Friedrich Müller. Schauenburg, Lahr 1952 ff.
- Johann Peter Hebel: Alemannische Gedichte: Mit einem Bild Hebels. Hrsg. von Karl Friedrich Müller. Schauenburg, Lahr 1952 (Silberdistel-Reihe 36/36)
- Hermann Albrecht: Markgräfler Erzählungen. „Der Präzeptoratsvikari“, Johann Peter Hebels Lörracher Jahre. Hrsg. u. erl. von Karl Friedrich Müller. Mit e. Nachw. von Helmut Bender. Zeichn. von Julius Kibiger. Waldkircher Verl.-Ges., Waldkirch 1980 (Badische Reihe 1)